# Фененко Василь Іванович
Фененко Василь Іванович   (1 січня 1875 — 1931) — юрист, судовий діяч.
З дворянського роду Фененків. 
Народився в маєтку Морозівка (с.Камінь) Кролевецького повіту Чернігівської губернії.
Син статського радника, штабс-капітана у відставці, Кролевецького повітового предводителя дворянства Івана Романовича Фененка та МаріЇ Михайлівни Фененко (Ворожбит).
Рідний брат Георгіївського кавалера полковника Фененка Володимира Івановича.
Закінчив Першу Імператорську Київську гімназію та юридичний факультет Університету святого Володимира. Деякий час працював слідчим у м.Черкаси.
Судовий слідчий з особливо важливих справ Київського окружного суду.
За спогадами політичного і громадського діяча, публіциста В.В.Шульгіна, Василь Іванович Фененко вважався одним з кращих слідчих у Києві. Йому доручалися всі найскладніші справи.
Саме він здійснював попереднє слідство у резонансній справі про замах на голову Ради Міністрів Петра Аркадійовича Столипіна (1911), паралельно з розслідуванням так званої «справи Бейліса» — судового процесу (1913 р.) за звинуваченням Менахема Менделя Бейліса у ритуальному вбивстві 12-річного учня Києво-Софійського духовного училища Андрія Ющинського 12 березня 1911 року в Києві.
Похований на Лук'янівському кладовищі (ділянка № 9, ряд 7, місце 6).